# باروخ بن الصراف
باروخ بن الصراف (انگلیسی: Baruj Benacerraf؛ زاده ۲۹ اکتبر ۱۹۲۰ درگذشته ۲ اوت ۲۰۱۱) یک دانشمند در زمینه ایمنی‌شناسی و پزشکی اهل ایالات متحده آمریکا بود.
او برادر پل بن الصراف و اصالتا از یهودیان مراکشی هستند. وی همچنین برنده جوایزی همچون جایزه نوبل فیزیولوژی و پزشکی شده‌است.